# Дильман, Владимир Михайлович
Владимир Михайлович Дильман (1925—1994) — советский эндокринолог и геронтолог; доктор медицинских наук (1958), профессор. Автор элевационной теории старения

## Биография
Родился 19 июля 1925 года в Новосибирске.
Медицинское образование начал получать в Новосибирском медицинском институте, затем перевёлся в 1-й Ленинградский медицинский институт имени академика И. П. Павлова. Работал в клинике, возглавляемой профессором Г. Ф. Лангом. Также работал в НИИ онкологии им. Н. Н. Петрова (1958). В 1965—1991 годах руководил лабораторией, преобразованной из группы эндокринологии.
Отстаивал интегральный взгляд на медицину. Ещё в конце 1950 годов Дильман обратил внимание на сочетание метаболических нарушений, атеросклероза и гипертонической болезни, что обозначается теперь как метаболический синдром. Указывал на роль повышения гипоталамического порога чувствительности к ингибирующему действию периферических гормонов в возникновении основных неинфекционных заболеваний человека. Сформулировал идею о биологических часах как механизме регулирования, определяющем работу различных систем организма («Большие биологические часы»).
В 1974 году он организовал Всесоюзный симпозиум с участием иностранных учёных, по результатам которого были выпущены тезисы: Физиологическое понятие возрастной нормы / Ред. коллегия: проф. В. М. Дильман [и др.] ; АН СССР. Науч. совет по проблемам прикл. физиологии человека. Ин-т эксперим. медицины АМН СССР. — Л., 1974. — 117 с.
Его научное наследие охватывает разъяснение единого механизма, лежащего в основе нормального развития человека и формирования т. н. «главных» болезней по мере старения с учётом динамики «гипоталамического порога чувствительности к регуляторным сигналам», формулировку закона отклонения гомеостаза, описание экологической, генетической, аккумуляционной и онтогенетической моделей возникновения ведущих заболеваний, разграничение понятий о возрастной, идеальной и оптимальной норме, разработку представления о синдроме канкрофилии.
Последние годы жизни В. М. Дильман жил и работал в США. Умер в Нью-Йорке 21 мая 1994 года.